# آدم لوفيل
آدم لوفيل (بالإنجليزية: Adam Lovell)‏ هو شخصية أعمال أمريكي، ولد في 25 سبتمبر 1977 في بنسيلفانيا في الولايات المتحدة.